# Elaphoglossum crinitum
Elaphoglossum crinitum är en träjonväxtart som först beskrevs av Carolus Linnaeus, och fick sitt nu gällande namn av Christ. Elaphoglossum crinitum ingår i släktet Elaphoglossum och familjen Dryopteridaceae. Inga underarter finns listade.